# 对苯二乙酸
对苯二乙酸是一种有机化合物，化学式为C10H10O4。

## 制备
对苯二乙酸可由对苯二乙腈在盐酸溶液中于100°C水解反应制得。
NCCH2C6H4CH2CN + H2O → HOOCCH2C6H4CH2COOH
对二苄氯和一氧化碳的反应也能得到对苯二乙酸。

## 化学性质
对苯二乙酸可以和一些过渡金属盐反应，如混合配体的镉配合物的制备；和镧系金属的盐类的反应也有报道，如在溶剂热（水：乙醇＝10：1）的条件下和硝酸钕反应，生成[Nd2(PDA)3(H2O)]·2H2O。